# Evarcha michailovi
Evarcha michailovi är en spindelart som beskrevs av Dmitri Viktorovich Logunov 1992. Evarcha michailovi ingår i släktet Evarcha och familjen hoppspindlar. Enligt den finländska rödlistan är arten nära hotad i Finland. Artens livsmiljö är myrar. Inga underarter finns listade i Catalogue of Life.